# Juan Carlos Reveco
Juan Carlos Reveco, boxeador argentino nacido en Malargüe, Mendoza, el 25 de agosto de 1983.
Excampeón del mundo AMB (Asociación mundial de Boxeo) minimosca en el año 2007. 
Es pupilo del excampeón mundial peso pluma, Pablo Chacón.
Reveco se convirtió en profesional en 2004. El 22 de junio del 2007 se enfrenta en el Polideportivo Vicente Polimeni, de Las Heras, Mendoza al tailandés, hasta entonces también invicto, Nethra Sasiprapa; quedándose con el título de la categoría minimosca de la Asociación Mundial de Boxeo (AMB) que se encontraba vacante. El 13 de octubre del mismo año defiende exitosamente el título, en el mítico estadio Luna Park, frente al boxeador mexicano Humberto Pool, con un contundente nocaut en el 5.º round luego de un potente gancho al hígado.
A fines del 2007, el 8 de diciembre es derrotado en Le Cannet, Francia ante el boxeador local Brahim Asloum perdiendo el título del mundo.
El 27 de febrero de 2013 retiene el título del mundo de la AMB ante el japonés Masayuki Kuroda en Japón.
A mediados del 2014, se enfrenta con el duro nicaragüense Félix Alvarado y lo vence en decisión unánime en una pelea pareja. 
A finales de ese año, vence por KOT5 al tailandés Vor Saengthep que era el actual campeón mundial interino de la categoría. En esta pelea, Reveco se ve sorprendido cuando cayó en el segundo round pero siempre fue superior a su rival y lo venció en el quinto round luego de un gancho al hígado